# Wojtówstwo
Wojtówstwo – wieś w Polsce położona w województwie podlaskim, w powiecie monieckim, w gminie Goniądz.
W latach 1954–1971 Wojtówstwo znajdowało się w granicach Goniądza.
W latach 1975–1998 miejscowość administracyjnie należała do województwa łomżyńskiego.
Według spisu ludności z 30 września 1921 Wojtówstwo zamieszkiwały ogółem 103 osoby, z czego mężczyzn - 54, kobiet - 49. Budynków mieszkalnych było 16.
Wierni kościoła rzymskokatolickiego należą do parafii św. Agnieszki w Goniądzu.